# Вош, Дариуш
Да́риуш Вош (пол. и нем. Dariusz Wosz; род. 8 июня 1969, Пекары-Слёнске) — немецкий футболист, игравший на позиции полузащитника; тренер.

## Карьера

### Клубная
Вош начал играть в футбол в «Моторе» из Галле в 1980 году. После года пребывания там он перешёл в «Эмпор», а в 1984 году присоединился к молодёжной команде «Галлешер».
Два года спустя он стал игроком первой команды, которая в сезоне 1986/87, где Вош сыграл однажды, заработала повышение со второго дивизиона в чемпионат ГДР. В следующие четыре сезона он принял участие в 93 играх клуба, забив 15 голов, перед тем как чемпионат ГДР был объединён с Бундеслигой в связи с объединением Германии.
В конце сезона 1991/92 Вош перешёл в «Бохум». В качестве капитана немец привёл клуб к пока что наивысшему достижению: третий раунд Кубка УЕФА 1997/98, где «Бохум» проиграл амстердамскому «Аяксу» с общим счётом 4:6.
Летом 1998 года Вош перешёл в «Герту». После трёх удачных сезонов, включая участие в Лиге чемпионов, он вернулся в «Бохум», где помог клубу квалифицироваться в Кубок УЕФА 2004/05. В сезоне 2006/07 Вош сыграл всего один матч, выйдя на замену Звездану Мисимовичу на 70 минуте в матче против мёнхенгладбахской «Боруссии» и на 82 минуте забив свой последний гол в Бундеслиге.
8 сентября 2007 года состоялся прощальный матч Дариуша Воша, в котором приняли участие «Бохум» и команда старых друзей Воша. Матч закончился победой «Бохума» со счётом 12:8, 2 гола из которых забил Вош, сыгравший тогда за обе команды. Дариуш Вош является единственным игроком в истории «Бохума», проведший прощальный матч.

### Национальная
В сборной ГДР Вош дебютировал 22 марта 1989 года в матче, который проходил в Дрездене и закончился со счётом 1:1, против сборной Финляндии. 12 сентября 1990 года он сыграл свой седьмой и последний матч за сборную ГДР, в Брюсселе со счётом 2:1 была обыграна сборная Бельгии.
26 февраля 1997 года он дебютировал за сборную Германии в матче против сборной Израиля, который завершился победой немцев со счётом 1:0 и где Вош забил победный гол. Вош был включён в состав сборной на чемпионате Европы 2000 года, где не сыграл ни в одном матче. Последняя игра Воша за сборную Германии состоялась 15 ноября 2000 года в Копенгагене против сборной Дании, которая обыграла гостей со счётом 2:1.

### Тренерская
После окончания карьеры Вош стал работником клубной системы «Бохума», сначала став тренером молодёжной команды до 19 лет, а в 2009 году — помощником главного тренера. 29 апреля 2010 года он был назначен и. о. главного тренера «Бохума», заменив Хайко Херрлиха.

## Личная жизнь
Семья Воша мигрировала в Галле из польской части Силезии.